# Chiesa di Sant'Antonio Abate (Sedrina)
La chiesa di Sant'Antonio Abate è il principale luogo di culto cattolico  di Botta frazione di Sedrina in provincia e diocesi di Bergamo. Fa parte del vicariato di Almenno-Ponteranica-Villa d'Almè. diventando il 19 gennaio 1506 chiesa parrocchiale separata da quella di Sedrina.

## Storia
Nel 1483 venne edificata la chiesa "de la Botta, comunis Sedrine" intitolata a sant'Antonio Abate, per volontà del vescovo Lodovico Donà chiesa che era sottomessa a quella di Sedrina ma che ottenne presto l'autonomia nel 506. Secondo lo storico Giovanni Maironi da Ponte la chiesa ottenne l'autonomia solo nel 1520, con il giuspatronato dei nobili Vitali e Sottocasa di Bergamo. Dai registri del vescovo Vittore Soranzo risulta che la chiesa versava un censo alla chiesa di Bergamo.
La chiesa fu oggetto di una disputa per il giuspatronato tra la chiesa di San Vincenzo di Bergamo e quella di Almenno San Salvatore. La disputa fu risolta dal vescovo Federico Corner nel 1574. Un documento successivo reca la specifica che i benefici della chiesa erano gestiti dai vicini di Botta "nullius plebis".
Il 23 ottobre 1575 la chiesa fu visitata dal san Carlo Borromeo arcivescovo di Milano. Dagli atti risultava la presenza delle confraternite del Corpo di Cristo retta da due sindaci.
Nel 1666 la chiesa fu inserita nel “Sommario delle chiese di Bergamo”, elenco redatto dal cancelliere della curia vescovile Giovanni Giacomo Marenzi; dal documento la chiesa risulta godeva del giuspatronato della vicinia: "nullius plebis". Vi erano le scuole del Santissimo Sacramento retto da sindaci nomninati dai vicini che gestivano l'altare maggiore, e della dottrina cristiana; in prossimità vi era l'oratorio delle sante Apollonia e Lucia vergini e martiri. Nel 1659 fu il vescovo Gregorio Barbarigo a visitare la parrocchiale che ne documenta il giuspatronato da parte dei vicini. Vi erano inoltre le scuole del Santissimo Sacramento del Rosario e della dottrina cristiana.
Il 17 giugno 1780 il vescovo Giovanni Paolo Dolfin visitò la chiesa, dalla relazione risulta che l'altare maggiore era gestito dalla scuola del Santissimo Sacramento, la scuola del Santissimo Rosario che gestiva l'altare della Madonna del santissimo Rosario. La dottrina cristiana era esercitata sia dagli uomini che dalle donne. In prossimità vi era l'oratorio "del nobile Signor Giuseppe Vitali" consacrato e aperto alla liturgia.  Nel 1933 la chiesa fu oggetto di un importante lavoro di ricostruzione su progetto dell'ingegnere Franco Mazzoleni, e consacrata dal vescovo di Bergamo Adriano Bernareggi il quale pose nell'altare maggiore le reliquei dei santi Antonio Abate, Alessandro di Bergamo e Faustino. La torre campanaria su ultimata nel 1954 così come il fonte battesimale. Ulteriori lavori con la nuova pavimentazione e impianti di riscaldamento furono attuati nel 2014.
Con decreto del 27 maggio 1979 del vescovo Giulio Oggioni la chiesa fu inserita nel vicariato locale di Almenno-Ponteranica-Villa d'Almè.

## Descrizione

### Esterno
L'edificio di culto dal tradizionale orientamento liturgico con abside a est, è posto sulla parte più sopraelevata sul lato destro del fiume Brembo, nel punto in cui il torrente Giongo vi confluisce, che chiude la val Brembana nella località chiamata Camozzo. La chiesa è preceduta dal sagrato delimitato dalla barriera in ferro. Un alto porticato a tre grandi arcate è posto frontale alla facciata e due laterali. L'arco centrale è di misura maggiore e presenta l'ingresso principale della chiesa. Le arcate reggono il timpano triangolare. Presso il portico, sul lato a sud vi è la torre campanaria incorporata nel volume della chiesa. Sulla parte superiore della facciata vi è la grande finestra a tutto sesto atta a illuminare l'aula.

### Interno
L'interno della chiesa a unica navata con volta a botte è preceduta dalla bussola, con sei campate divise da cinque lesene. Le lesene sono complete di alto basamento in marmo venato, reggono la trabeazione completa di fregio e il cornicione che percorre tutta l'aula. La zona presbiteriale è preceduta da arco trionfale e copertura a botte. La prima navata presenta una strozzatura a indicare la torre campanaria presenta sul lato sud leggermente arretrata dal porticato.
Due cantorie sono presenti e in una vi è l'organo a canne e la parte termina con il coro semicircolare. Il grande affresco presente sul coro è opera di Eliodoro Coccoli realizzato nel 1945 raffigurante Cristo in trono tra i santi Antonio Abate e Giacomo.
La nuova mensa collocata nel 1972 su progetto di Pietro Vitali in marmo bianco scolpito e marmo verde delle Alpi in ottemperanza delle indicazioni conciliari riporta sul bordo la scritta: " fate questo in memoria di me".